# Дремлюга, Николай Васильевич
Николай Васильевич Дремлю́га (1917—1998) — советский и украинский композитор, педагог, музыкально-общественный деятель, автор первого концерта для бандуры. Народный артист Украины (1993).

## Биография
Родился 2 (15 июля) 1917 года в городе Бутурлиновка (ныне Воронежская область) в учительской семье (отец преподавал математику, мать — литературу). Николай в совершенстве овладел французским и немецким языками, читал в подлиннике Ф. Шиллера, И. В. фон Гёте, Новалиса, К. Виланда, брал уроки игры на фортепиано у пианиста Г. Беклемишева. Однако, по настоянию отца поступил на факультет химического машиностроения Киевского индустриального института, который окончил в 1939 году. Во время учёбы в КПИ Николай Дремлюга продолжал заниматься музыкой — выступал на концертах, исполняя виртуозные прелюдии С. В. Рахманинова, создавал собственные композиции.
В 1946 году окончил КГК имени П. И. Чайковского по классу композиции Л. Н. Ревуцкого и историко-теоретический факультет. Ещё студентом в 1944 году был принят в СКУ. В 1949 году окончил аспирантуру. С 1946 года — преподаватель на историко-теоретическом и композиторском факультетах КГК имени П. И. Чайковского, с 1965 года — доцент, с 1978 года — профессор.
Умер 18 декабря 1998 года. Похоронен в Киеве на Байковом кладбище (участок 49).

## Произведения

### Музыковедческие труды
- Украинская фортепианная музыка (дооктябрьский период), К., 1958;
- Идеи обработки народной песни// Искусство, 1959, № 2 и др.

## Награды и премии
- Медаль «За трудовое отличие» (1960) — за выдающиеся заслуги в развитии советской литературы и искусства и в связи с декадой украинской литературы и искусства в гор. Москве[2]
- Заслуженный деятель искусств УССР (1972);
- Народный артист Украины (1993);
- Государственная премия Украины имени Т. Г. Шевченко (1998) — за симфонию № 3 «Памяти жертв голодомора 1932—1933 годов на Украине»[3].

## Источник
- Муха. Композитори України та української діаспори. — К.: 2004. — ISBN 966-8259-08-4